# روبرت فورد (شاعر)
روبرت فورد هو دبلوماسي وشاعر كندي، ولد في 8 يناير 1915 في أوتاوا في كندا، وتوفي في 12 أبريل 1998 في فيشي في فرنسا.